# Saint-Thibaut
Saint-Thibaut é uma comuna francesa na região administrativa de Altos da França, no departamento de Aisne. Estende-se por uma área de 4,13 km². Em 2010 a comuna tinha 80 habitantes (densidade: 19,4 hab./km²).